# Komunalna buka
Komunalna buka ili zagađenje bukom predstavlja totalni (ukupni) nivo buke, koji predstavlja ukupni nivo neželjenog zvuka u datoj situaciji i u datom trenutku, i koji se po pravilu sastoji od zvuka iz više bliskih i dalekih izvora. Već sama ovakva definicija pretpostavlja da ukupni nivo može da se razlikuje od situacije do situacije i od trenutka do trenutka, pa se postavlja pitanje i ostaje da se drugim propisom (standardom) razreši kako definisati reprezentativne uslove u definiciji opisane sa „u datoj situaciji i u datom trenutku“. Ocena na globalnom nivou treba da obuhvati sve različitosti, a merenjima da se obezbede ponovljivi i uporedivi rezultati kako u pojedinačnim slučajevima tako i na globalnom nivou. Značajno je propisati metodologiju merenja kojom bi se sa jedne strane efikasno dobili kvalitetni rezultati, a sa druge strane obezbedio efikasan postupak.

Kada se radi o buci u urbanoj sredini onda je za ukupni nivo buke odomaćen termin (ukupni) nivo komunalne buke, nastao kao ne mnogo srećan prevod engleskog termina community noise level. Ovakav domaći termin semantički bi više priličio buci koju stvaraju komunalne službe, ali bi ga sa druge strane trebalo tumačiti kao buku komune – zajednice, koju ona stvara svojim (najčešće uobičajenim) aktivnostima. U tom smislu pod ovim terminom se podrazumeva buka u urbanoj sredini koja potiče od zajedničkog življenja i aktivnosti uopšte. Komunalna buka može da bude kako unutrašnja tako i spoljašnja. Takođe, ona može da nastaje kako od spoljašnjih i tako od unutrašnjih izvora. Komunalana buka postoji u unutrašnjem i spoljašnjem prostoru. Istini za volju veći značaj treba pridati buci u unutrašnjem prostoru što će verovatno izazvati (neopravdano) protivljenje jednog broja pobornika zaštite životne sredine. Buka je kao fenomen u tom smislu različita od svih drugih elemenata zaštite životne sredine, a velika šteta struci (zaštiti od buke) naneta je postupcima kojima je zaštita od buke rešavana po principu analogije sa drugim oblastima zaštite.

Komunalna buka je izrazito promenljiva veličina, a u gradskim sredinama vrlo često potiče od saobraćaja kao dominantnog izvora, ali ne samo od njega već i od većih ili manjih lokalnih izvora koji, istini za volju, često, mogu da se označe i kao specifični izvori. Buka specifičnog izvora, po pravilu, treba da bude obuhvaćena merenjem komunalne buke i predstavlja njen sastavni deo. U prvom redu ovde se misli na veće industrijske pogone, radnje, zanatske i uslužne delatnosti i ugostiteljstva, kao i kućne sisteme i uređaje. Samo u jednom broju slučajeva buka specifočnog izvora predstavlja smetnju i mora da bude isključena iz rezultata koji se odnosi na komunalnu buku. Određivanje buke specifičnog izvora je u tom kontekstu nešto jednostavniji postupak nego što je to slučaj sa određivanjem ukupnog nivoa komunalne buke. Sa druge strane, jedan broj specifičnih izvora treba i mora da bude uzet u obzir kod određivanja komunalne buke.

Postoji druga grupa specifičnih izvora koji treba da budu eliminisani i koji treba da se u postupku merenja i ocene buke tretiraju kao smetnja, pa ih treba isključiti pri određivanju nivoa komunalne buke. Kao primer bi mogao da se navede klimatizer pored mernog mesta ili ptica koja se oglašava, pa razgovor prolaznika ili lavež pasa u neposrednoj blizini mernog mesta i sl. Uticaj ovakvih izvora može da, zbog blizine mernom mestu, predstavlja znatnu smetnju čak iako je njegova akustička snaga zračenja mala i čak beznačajna sa aspekta komunalne buke za datu lokaciju, situaciju i vremenski trenutak.

Komunalna buka može da se meri i opiše preko različitih indikatora, a kao indikatori za ovu buku uglavnom se koriste ekvivalentni nivo Leq ili neki od procentnih nivoa LN. Kada je u pitanju lokacija gde preovlađuje buka saobraćaja uobičajeno je da se kao referentno vreme koristi tr = 15 min, a pravilo kaže da je neophodno praviti barem jedan 15-tominutni zapis u svakom satu. Svako kvalitetno merenje, pak, sadržaće kontinualne 15-tominutne zapise ekvivalentnog nivoa (po 4 zapisa u svakom satu) i po potrebi prateće procentne nivoe. Nažalost, suprotno standardu i Pravilniku, još uvek jedan broj ovlašćenih kuća redovna merenja komunalne buke po gradovima u Srbiji obavlja po principu „3+2“, iako se radi o ukupnim nivoima koji su vrlo promenljivi. Ovo je posledica postupka od davne 1974.g. kada je u Beogradu uspostavljena metodologija merenja koja je kao takva bila pionirski korak, ali je kasnije unapređenjem opreme i važećih propisa izmenjena, a da jedan broj izvršioca merenja nije to uočio.

Ovako odabrano referentno vreme za dati merni interval ti = 15 min, predstavlja dobar kompromis za veći broj situacija i lokacija. Zapis načinjen sa tr = 15 min je zadržao karakteristike promenljivog zvučnog polja, a opet je u dovoljnoj meri vizuelno čitljiv i uopšte informativan. Neadekvatnim usrednjavanjem po pravilu gube se bitne karakteristike pojave. Čak i u slučajevima sa velikim saobraćajem vidljive su manje varijacije nivoa, ali se i uočava tipičan dnevni tok za slučaj saobraćajne buke.

Na Sl. 1. prikazan je vremenski tok za ekvivalentni nivo, a na Sl. 2. za ekvivalentni nivo i L5 i L95. Zapis je dobijen u vrlo bučnoj centralnoj gradskoj ulici po standardnoj proceduri. Obrada je urađena programom SLC, ver 4.1 (2008).

## Indikatori buke
Indikatori buke su deskriptori preko kojih treba izraziti granične vrednosti buke. Propisom ili standardom propisuje se indikator koji se određuje merenjem, proračunom ili procenom. Indikatori koji se koriste kao granična ili izmerena vrednost moraju da budu usaglašeni. 

Indikator buke može da bude svaka fizička veličina koja na neki način govori o jačini zvuka. U prvom redu to bi mogle da budu veličine kao napr: ekvivalentni nivo Leq, procentni nivoi LN za različite vrednosti indeksa N, Lmax, Lmin, LPmax, LFmax, LSmax, LAE kao i mnoge druge slične veličine. Sve navedene veličine mogle bi da se koriste sa svakom od ponderizacija: A, C ili LIN. Kao indikator buke svakako bi mogle da budu i veličine Lday, Lnight, Levening, Lden. 

U stručnoj literaturi ne postoji podela indikatora na osnovne i dodatne, primarne i sekundarne, niti neka slična podela koja bi razvrstavala indikatore po značaju, pa je preambicizno da se nekim zakonskim aktom neki indikatori proglašavaju osnovnim, a neki dodatnim. 

Merenjem buke moguće je evidentirati svaki od gore navedenih indikatora kao i mnoge druge. Vrednost dobijena merenjem zove se izmerena vrednost nivoa buke LM. Postoje pravila po kojima je izmerenu vrednost moguće korigovati i u tom smislu definišu se korekcioni članovi, mogu da budu i negativni. Uobičajeno je da se korekcije rade prostim sabiranjem. Dakle,

gde je

LM – izmerena vrednost nivoa buke, 

LR – merodavna vrednost nivoa buke, 

K – korekcioni član. 

Indeks R dolazi od engleskog rated. 

Državni organ granične vrednosti dopuštene buke izražava preko indikatora. Imajući u vidu različite tipove buke moguće je i potrebno propisati različite indikatore. 